# Computação voluntária

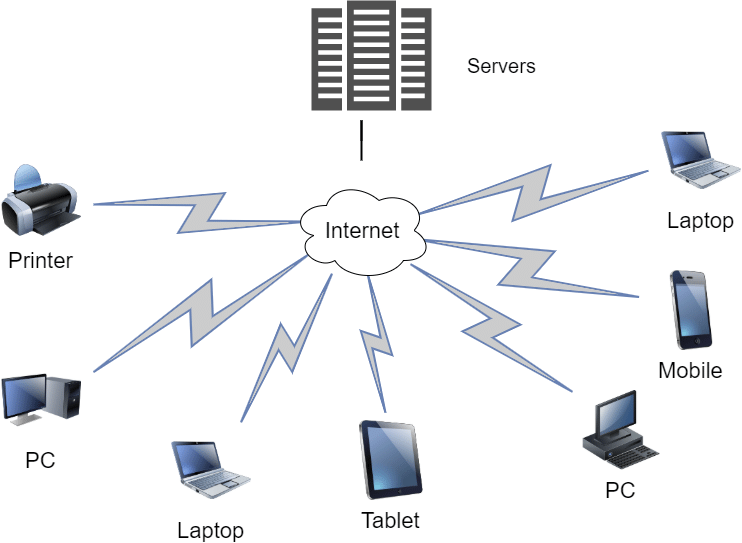
Paradigma de computação voluntária

A computação voluntária é um tipo de computação distribuída em que as pessoas doam os recursos não utilizados de seus computadores para um projeto orientado à pesquisa, e às vezes em troca de pontos de crédito. A ideia fundamental por trás disso é que um computador desktop moderno é suficientemente poderoso para realizar bilhões de operações por segundo, mas para a maioria dos usuários apenas entre 10 e 15% de sua capacidade é usada. Usos típicos, como processamento de texto básico ou navegação web, deixam o computador ocioso.
A prática da computação voluntária, que remonta a meados da década de 1990, pode potencialmente disponibilizar um poder de processamento substancial aos pesquisadores a um custo mínimo. Normalmente, um programa executado no computador de um voluntário entra em contato periodicamente com um aplicativo de pesquisa para solicitar empregos e relatar resultados. Um sistema de middleware geralmente serve como intermediário.

## História
O primeiro projeto de computação voluntário foi o Great Internet Mersenne Prime Search, que foi iniciado em janeiro de 1996. Ele foi seguido em 1997 pelo distributed.net. Em 1997 e 1998, vários projetos de pesquisa acadêmica desenvolveram sistemas baseados em Java para computação voluntária; exemplos incluem Bayanihan, Popcorn, Superweb, e Charlotte.
O termo volunteer computing foi cunhado por Luis F. G. Sarmenta, o desenvolvedor do Bayanihan. Também é atraente para esforços globais em responsabilidade social, ou responsabilidade social corporativa, conforme relatado em uma Harvard Business Review ou usado no fórum de TI responsável.
Em 1999, foram lançados os projetos SETI@home e Folding@home. Esses projetos receberam considerável cobertura da mídia e cada um atraiu várias centenas de milhares de voluntários.
Entre 1998 e 2002, várias empresas foram formadas com modelos de negócios envolvendo computação voluntária. Os exemplos incluem Popular Power, Porivo, Entropia e United Devices.
Em 2002, o projeto Berkeley Open Infrastructure for Network Computing (BOINC) foi fundado na Universidade da Califórnia, Berkeley Space Sciences Laboratory, financiado pela National Science Foundation. O BOINC fornece um sistema de middleware completo para computação voluntária, incluindo um cliente, IGU do cliente, sistema de tempo de execução do aplicativo, software de servidor e software que implementa um site do projeto. O primeiro projeto baseado em BOINC foi o Predictor@home, sediado no Scripps Research Institute, que começou a operar em 2004. Logo depois, SETI@home e climateprediction.net começaram a usar BOINC. Vários novos projetos baseados em BOINC foram criados nos próximos anos, incluindo Rosetta@home, Einstein@home e AQUA@home. Em 2007, a IBM World Community Grid mudou da plataforma United Devices para BOINC.